# Шкатулла, Владимир Иванович
Влади́мир Ива́нович Шкату́лла (род. 1 декабря 1944, Борисоглебские Слободы, Ярославская область) — советский и российский учёный-юрист, профессор. Заслуженный юрист РФ, почетный работник высшей школы, кандидат юридических наук, специалист в области философии права, юридическая техника, теории государства и права, социологии права, местного самоуправления, трудового права, права социального обеспечения, служебного права, образовательного права, кадрового менеджмента.

## Биография
Окончил в 1963 году среднюю общеобразовательную трудовую политехническую школу с производственным обучением № 1 города Волжский Волгоградской области. Окончил в 1972 году  юридический факультет МГУ. В 1981 году, окончив аспирантуру при Институте государства и права АН СССР, защитил кандидатскую диссертацию по теме «Функции трудового права». С 1994 года — профессор.
Автор более трехсот работ.

## Труды автора
- Шкатулла В. И. Функции советского трудового права: Дис. … канд. юрид. наук. — М., 1980.
- Шкатулла В. И. Образовательное законодательство: теоретическая и практическая части. Общая часть. — М., 1996. — 164 с.
- Шкатулла В. И. Учебно-методическое пособие по курсу «Социология права» (для студентов и слушателей по специальности юриспруденция). — М., 1996.
- Шкатулла В. И. Философия права: Учебно-методическое пособие / Академия труда и социальных отношений. Юридический факультет. — М., 1997.
- Шкатулла В. И. Управление дисциплинарными отношениями: Спецкурс для государственных гражданских служащих. — М.: РАГС, 1997.
- Шкатулла В. И. Настольная книга менеджера по кадрам. — М.: Норма, 1998.
- Шкатулла В. И. Настольная книга менеджера по кадрам: Задачи и структура.
- Шкатулла В. И. Служебное законодательство как способ повышения эффективности государственного аппарата и средство решения задач по стратегическому развитию России до 2020 года.
- Шкатулла В. И., Сытинская М. В., Надвикова В. В. Комментарий к Федеральному закон от 2 марта 2007 г. № 25-ФЗ «О муниципальной службе в Российской Федерации» / под ред. В. И. Шкатуллы. — (2-е изд.). — Специально для системы ГАРАНТ, 2011.
- Шкатулла В. И. Надвикова В. В. Образовательное законодательство России, Европы и мира.
  - Ч. 1. — Saarbrücken: Palmarium Academic Publishing, 2014.
  - Ч. 2. — Saarbrücken: Palmarium Academic Publishing, 2014. ISBN 978-3-639-86561-5
- Шкатулла В. И. Развитие концепции законодательства об образовании на период 2014—2020 годов // Социально-гуманитарные знания.- 2014. — № 2.
- Шкатулла В. И. Образовательное право России = Educational russia’s right : учебник для вузов. — М. : Юстицинформ : Изд. дом Илюни, 2015. — 772 с. — (Образование); ISBN 978-5-7205-1272-9.
- Шкатулла В. И. Развитие образовательного законодательства и образовательного права на период до 2050 года // Народное образование. — 2017. — № 8.
- Шкатулла В. И. Право в субъективном смысле, или 10 шагов к свободе (как войти в средний класс, как сделать средствами образования общество единым, свободным, сплоченным и справедливым) // Образовательные технологии. — 2017. — № 4.
- Шкатулла В. И. Подбор и управление персоналом (как работодателю и работнику найти друг друга). — М. : Изд-во «Российская газета», 2017. — № 14. — 161 с. — (Библиотечка «Российской газеты»).
- Краснов Ю. К., Надвикова В. В., Шкатулла В. И. Социология права. — М.: Прометей, 2017.
- Краснов Ю. К., Шкатулла В. И., Надвикова В. В. Философия права: Учебник для магистров и аспирантов. — М.: Юстиция, 2020.
- Краснов Ю. К., Надвикова В. В., Шкатулла В. И. Юридическая техника: Учебник. — Юстицинформ, 2014.
- Шкатулла В. И., Краснов Ю. К., Суетина Л. М., Надвикова В. В., Маркин Н. С. Комментарий к Трудовому кодексу Российской Федерации / под общ. ред. В. И. Шкатуллы. — 18-е изд., доп. — Специально для системы ГАРАНТ, 2020.
- Шкатулла В. И., Надвикова В. В. Правоведение: учебник для студентов учреждений высшего профессионального образования (бакалавриат). — Специально для системы ГАРАНТ, 2016.
- Шкатулла В. И. Комментарии к ФЗ «Об общих принципах организации местного самоуправления в РФ». — М.: Юстицинформ, 2019.
- Шкатулла В. И. Образовательное право России: Учебник для вузов. — М.: Юстицинформ, 2015.
- Шкатулла В. И., Шкатулла В. В., Маркин Н. С., Сытинская М. В. и др. Основы права / Под ред. В. И. Шкатуллы. — 13е изд. — М.: Академия, 2022.
- Шкатулла В. И., Надвикова В. В. Трудовое право: Учебник для магистратуры. В 2-х частях. — М.: Прометей, 2019.
- Шкатулла В. И., Надвикова В. В., Маркин Н. С. Трудовое право: Учебник для бакалавров. — М.: Прометей, 2019.
- Шкатулла В. И. Образовательное право России: Учебник для вузов. — М.: Юстицинформ, 2015.
- Краснов Ю. К., Шкатулла В. И. Научно-практический комментарий к Федеральному закону от 21.12.2021 № 414-ФЗ «Об общих принципах организации публичной власти в субъектах Российской Федерации» (постатейный; подготовлен для системы КонсультантПлюс, 2022).
- Шкатулла В. И., Надвикова В. В. Управление дисциплинарными отношениями в государстве, регионе, муниципальном образовании и в организации: Учебник / под науч. ред. В. И. Шкатуллы. — М.: Русайнс, 2023. — 368 с.
- Шкатулла В. И., Маркин Н. С., Надвикова В. В. Комментарий к Федеральному закону от 27 июля 2004 г. № 79-ФЗ « О государственной гражданской службе Российской Федерации» (постатейный) / под ред. В. И. Шкатуллы. — 5-е изд., перераб. и доп. — М.: Юстицинформ, 2023. — 792 с.
- Шкатулла В. И. Развитие образовательного права и образовательного законодательства в 21 столетии // Российско-азиатский правовой журнал. — 2023. — № 2. — С. 39-42.